# Róda
Róda (Roda) är en ort i Grekland.   Den ligger i prefekturen Nomós Kerkýras och regionen Joniska öarna, i den västra delen av landet, 400 km nordväst om huvudstaden Aten. Róda ligger 15 meter över havet och antalet invånare är 561. Den ligger på ön Korfu.
Terrängen runt Róda är kuperad åt sydost, men norrut är den platt. Havet är nära Róda norrut.Runt Róda är det ganska tätbefolkat, med 90 invånare per kvadratkilometer. Närmaste större samhälle är Agios Georgis, 10,6 km sydväst om Róda. I omgivningarna runt Róda växer i huvudsak blandskog.